# Borj Fez
 (décembre 2013).
Si vous disposez d'ouvrages ou d'articles de référence ou si vous connaissez des sites web de qualité traitant du thème abordé ici, merci de compléter l'article en donnant les références utiles à sa vérifiabilité et en les liant à la section « Notes et références ».
Borj Fez  est un centre commercial situé à Fès. Il s'étend sur trois niveaux. 

## Historique
Le chantier de construction a commencé en 2010. Le centre commercial a coûté 400 millions de dirhams d'investissement,.
L'écusson (logo) du centre commercial est un carré de son nom en caractères arabes géométriques.
Pour les cinq ans du centre commercial, de nombreuses animations y ont été organisées,.

## Enseignes
Il regroupe une soixantaine de magasins, un hypermarché Carrefour, une aire de restauration une aire de jeux enfantine ainsi qu'un garage au sous-sol. 